# Ranton (Angleterre)
Ranton est un village et une paroisse civile du Staffordshire, en Angleterre.